# 殷州 (北魏)
殷州，北魏时在今河北省设置的州。
- 北魏孝昌二年（526年）分定州赵郡、相州南赵郡置殷州，治所在广阿县（今河北省隆尧县东十二里旧城乡）。辖境相当今河北邢台市隆尧县、内丘县、临城县、柏乡县、宁晋县、石家庄市栾城区、赵县、高邑县、元氏县、赞皇县等县地。次年，分相州广平郡设北广平郡划入，分定州钜鹿郡设钜鹿郡划入。领四郡，15县、77943户、357016口。北齐天保二年（551年）改为赵州。
- 北魏又在城阳郡城阳县（河南泌阳县高店乡稻草庄北），西魏、北周沿置，隋朝废除，地入淮州。